# Адамович-Глібів
Адамович-Глібів (кінець 1870-их, Катеринодар — І половина ХХ століття, Краснодар) — бандурист.

## Життєпис
Адамович-Глібів народився в Катеринодарі (теперішній Краснодар) там же він вступив до знаної Першої Кубанської кобзарської школи Миколи Богуславського. Навчався у Богуславського Миколи Олексійовича — зачинателя і натхненника кобзарського відродження на Кубані.